# Viola Ardone
Viola Ardone (født 2. juli 1974 i Napoli, Italien) er en italiensk forfatter. Hun er uddannet i litteratur ved universitetet i Napoli og underviser pr. 2025 tre dage om ugen i litteratur og latin på et gymnasium i sin fødeby. I sin karriere som forfatter har hun udgivet både faglitteratur, noveller og romaner. Sidstnævnte startede hun som det sidste af de nævnte genrer med i 2013.